# 錢楩
钱楩，字世材，号八山，又号立斋，浙江山陰縣（今屬紹興市）人。明朝政治人物，进士出身。

## 生平
嘉靖四年（1525年）乙酉科浙江鄉試第一名。嘉靖五年（1526年）聯捷丙戌科进士，任福建晉江縣知縣，為官用法治理當地有方，治理宗教和教育，升任刑部主事。